# Lymphad

Exemple d'una lymphad.

Una lymphad, també anomenada galera, és una figura que s'utilitza principalment en l'heràldica escocesa. La paraula prové del gaèlic escocès long fhada, que significa un vaixell llarg.
Es tracta de la representació d'un vaixell d'un sol pal amb una vela i propulsat per rems, col·locat navegant. A més del pal i els rems, consta de tres penons i una cistella. El color de les veles i els penons es poden esmaltar per separat. A més, la cistella pot estar cremant o s'hi pot representar una tripulació.
Aquesta figura però no es limita només a les armes escoceses, exemples destacats en són l'escut d'armes de Nova Zelanda o la bandera de Nova Brunswick entre d'altres.

## Banderes

Bandera del Consell de les Hèbrides Exteriors, Escòcia
Bandera de Nova Brunswick, Canadà
Bandera de Gżira, Malta
Bandera de Dunedin, Nova Zelanda
Bandera de Wellington, Nova Zelanda
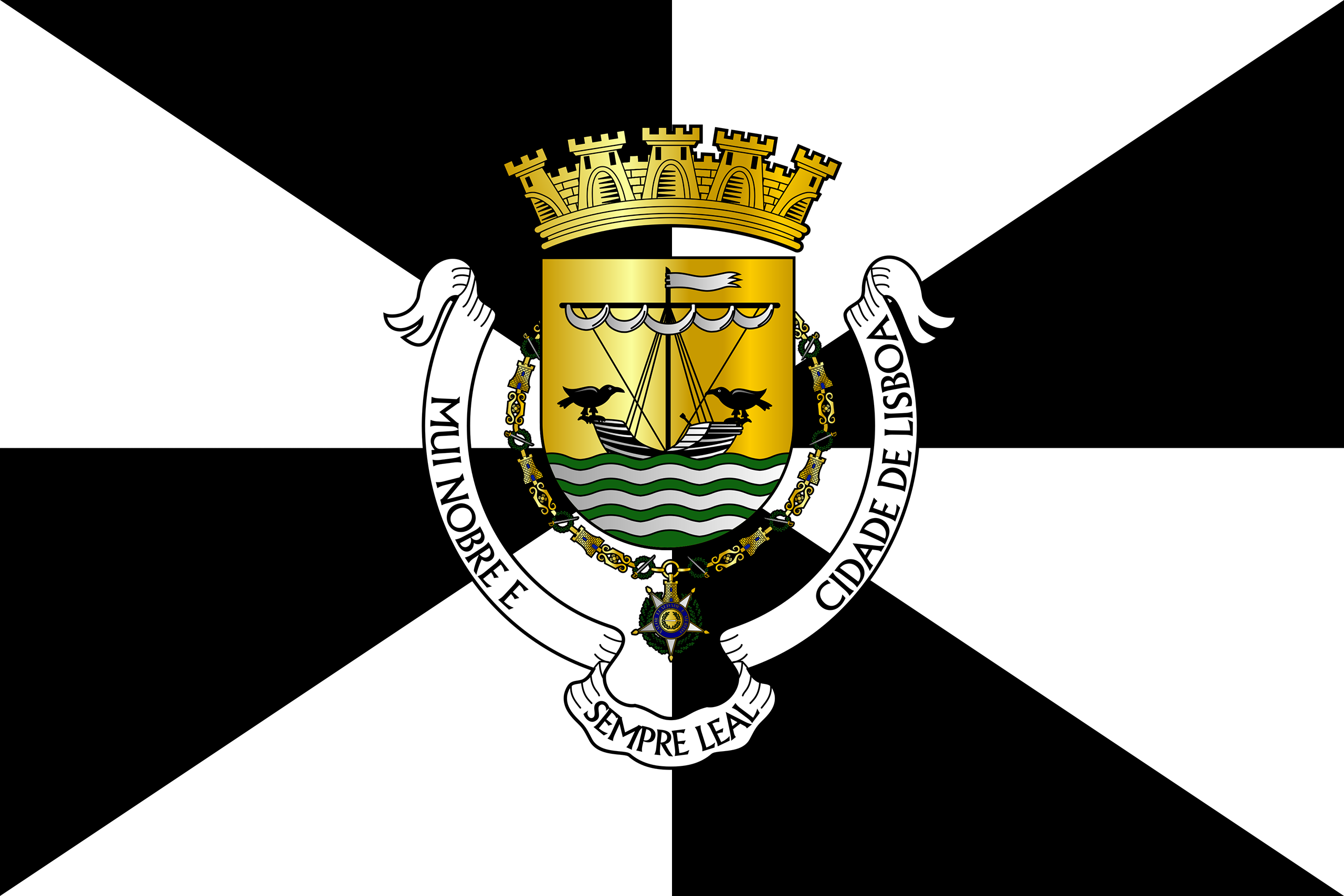
Bandera de Lisboa, Portugal

## Escuts d'armes

Escut d'armes dels comtes feudals d'Arran, Escòcia
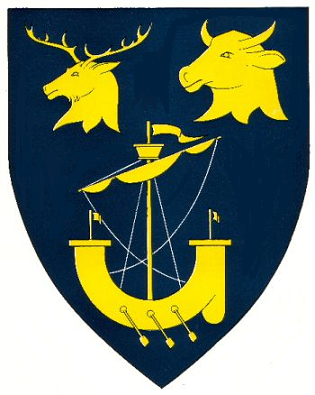
Comtat històric d'Inverness, Escòcia
Escut d'armes del ducat d'Argyll, Escòcia
Escut del clan MacDonell of Glengarry, Escòcia
Escut de Sir Lachlan Maclean, Escòcia
Escut d'armes de Somerville-McAlester of Loup and Kennox, Escòcia
Escut d'armes del clan MacDougall (a partir de 1737)
Escut d'armes del comtat feudal d'Orkney, Escòcia
Divisa heràldica del Bute Pursuivant of Arms, Escòcia
Escut d'armes del duc d'Abercorn, Irlanda
Escut de Nova Zelanda
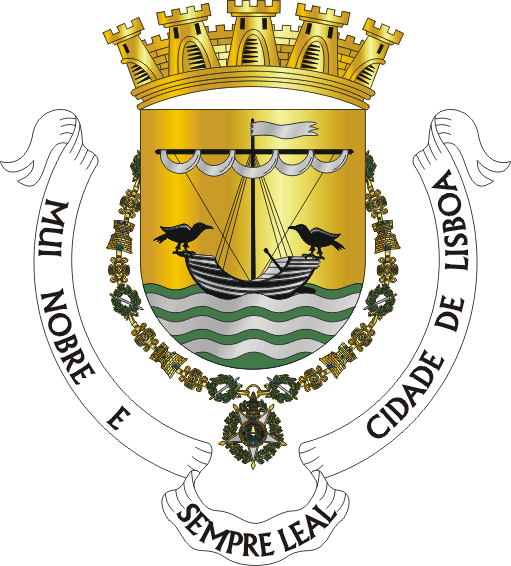
Escut de Lisboa, Portugal